# Heino Veskila
Heino Veskila (Tartu, 14 dicembre 1918 – Tartu, 22 agosto 1941) è stato un cestista estone, dal 1940 sovietico.

## Carriera
Con l'Estonia ha disputato i Giochi olimpici di Berlino 1936 e due edizioni dei Campionati europei (1937, 1939).